# Ksenia Karelina

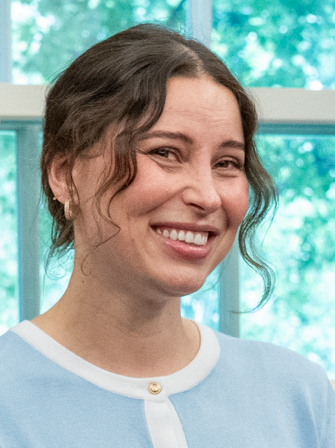
Ksenia Karelina (2025).

Ksenia Karelina (russisch Ксения Карелина; auch: Xenia; geboren am 13. Dezember 1991 in Swerdlowsk, Russland) ist eine russisch-amerikanische Balletttänzerin.

## Leben
Karelina emigrierte 2012 in die Vereinigten Staaten und erhielt 2021 (zusätzlich) die US-Staatsbürgerschaft. Sie lebte und arbeitete in Los Angeles, als sie Ende Januar 2024 in Jekaterinburg während eines Familienbesuchs wegen des Vorwurfs von Hochverrat festgenommen wurde. Der russische Inlandsgeheimdienst FSB warf Karelina vor, an „öffentlichen Aktionen zur Unterstützung“ der ukrainischen Regierung teilgenommen zu haben. Sie soll einer Hilfsorganisation für Kinder in der Ukraine 51,80 US-Dollar gespendet haben. Als Höchststrafe drohte ihr eine lebenslange Gefängnisstrafe. Am 15. August 2024 wurde sie vom Gericht in Jekaterinburg in erster Instanz zu 12 Jahren Strafkolonie verurteilt. Ihre Berufung gegen das Urteil wurde im November 2024 abgewiesen.
Die USA werfen Russland vor, US-Bürger aufgrund unbegründeter Anschuldigungen zu verhaften, um sie als Druckmittel für die Freilassung von im Ausland verurteilten Russen zu verwenden. Im Rahmen eines Gefangenenaustauschs wurde Karelina am 10. April 2025 freigelassen.